# Primer ministro de la República de Macedonia del Norte
El primer ministro de la República de Macedonia del Norte (en macedonio: Премиер на Република Северна Македонија, literalmente Premier de la República de Macedonia del Norte) es el jefe del Gobierno de la República de Macedonia del Norte. La persona que ostenta el cargo es la líder de una coalición política en la Asamblea de Macedonia del Norte (Собрание), y también será el líder del gabinete.
El actual primer ministro es Hristijan Mickoski, quien asumió el cargo el 23 de junio de 2024.

## Estado

### Nombramiento
El nombramiento del Presidente del Gobierno es competencia exclusiva del Presidente de la República, cuyo procedimiento está regulado por el artículo 90 de la Constitución de 1991, dentro de los diez días siguientes a la reunión constitutiva de la Asamblea, el Jefe del Estado nombra al candidato. del partido político o coalición política que ostenta la mayoría de diputados para formar un nuevo gobierno. Sólo asumirá realmente el cargo después de que la Asamblea haya validado el gobierno y su programa.

### Juramento
Tras su toma de posesión, presta el siguiente juramento: “Declaro que ejerceré la función de Presidente del Gobierno con responsabilidad y conciencia, respetando la Constitución y las leyes de la República de Macedonia del Norte'. Luego firma su juramento, que presenta al Presidente de la Asamblea.

### Cese de funciones
Sus funciones terminan por dimisión, muerte, incapacidad permanente, moción de censura, rechazo de una cuestión de confianza o disolución de la Asamblea.

### Título oficial
El jefe de Gobierno de Macedonia del Norte lleva el título constitucional de presidente de gobierno (претседател на владата), y generalmente se traduce al español como primer ministro. También se utiliza el término Premier (Премиер).

### Rango de protocolo
Aunque es la principal figura política del país, sólo ocupa el tercer lugar en el orden protocolario, detrás del Presidente de la República y el presidente de la Asamblea.

### Incompatibilidades
El artículo 89 de la Constitución plantea varios supuestos de incompatibilidades del cargo de presidente del Gobierno. Por tanto, el titular del cargo no puede ser diputado, ni ejercer ninguna otra función o profesión pública. Al tener inmunidad, está exento del servicio militar.

## Relaciones con el gobierno
Le corresponde proponer los nombres de los ministros que formarán su gobierno. Éste deberá ser presentado y aprobado, así como su programa, por la Asamblea, dentro de los veinte días siguientes a la fecha en que le correspondió constituir el gabinete. También tiene la capacidad de presentar a los diputados una solicitud de destitución de cualquier ministro. Sin embargo, si propone un número de destituciones equivalente al menos a un tercio del número de ministros, deberá presentar nuevamente un programa y obtener la confianza de la Asamblea.
Su dimisión, muerte o incapacidad permanente conlleva automáticamente la dimisión de todo el gobierno.

## Democratización (1991-presente)
| N.º | Foto                         | Nombre             | Duración del mandato    | Duración del mandato    | Partido político                      | Elecciones                    | Gabinete                                           | Presidente                | Presidente                     |
| N.º | Foto                         | Nombre             | Inicio                  | Fin                     | Partido político                      | Elecciones                    | Gabinete                                           | Presidente                | Presidente                     |
| --- | ---------------------------- | ------------------ | ----------------------- | ----------------------- | ------------------------------------- | ----------------------------- | -------------------------------------------------- | ------------------------- | ------------------------------ |
| 1   |                              | Nikola Kljusev     | 20 de marzo de 1991     | 4 de septiembre de 1992 | Independiente                         | 1990                          | Gobierno Tecnócrata                                |                           | Kiro Gligorov (1991-1995)      |
| 2   |                              | Branko Crvenkovski | 4 de septiembre de 1992 | 20 de diciembre de 1994 | Unión Socialdemócrata de Macedonia    | 1990                          | Crvenkovski I                                      |                           | Kiro Gligorov (1991-1995)      |
| 2   | Stojan Andov                 | Branko Crvenkovski | 4 de septiembre de 1992 | 20 de diciembre de 1994 | Unión Socialdemócrata de Macedonia    | 1990                          | Crvenkovski I                                      |                           |                                |
| 2   | 20 de diciembre de 1994      | Branko Crvenkovski | 30 de noviembre de 1998 | 1994                    | Unión Socialdemócrata de Macedonia    | Crvenkovski II                |                                                    | Kiro Gligorov (1995-1999) |                                |
| 3   |                              | Ljubčo Georgievski | 30 de noviembre de 1998 | 1 de noviembre de 2002  | VMRO-DPMNE                            | 1998                          | Georgievski                                        | Kiro Gligorov (1995-1999) |                                |
| 3   | Savo Klimovski               | Ljubčo Georgievski | 30 de noviembre de 1998 | 1 de noviembre de 2002  | VMRO-DPMNE                            | 1998                          | Georgievski                                        |                           |                                |
| 3   | Boris Trajkovski (1999-2004) | Ljubčo Georgievski | 30 de noviembre de 1998 | 1 de noviembre de 2002  | VMRO-DPMNE                            | 1998                          | Georgievski                                        |                           |                                |
| (2) |                              | Branko Crvenkovski | 1 de noviembre de 2002  | 12 de mayo de 2004      | Unión Socialdemócrata de Macedonia    | 2002                          | Crvenkovski III SDSM • DUI                         |                           |                                |
| -   |                              | Radmila Šekerinska | 12 de mayo de 2004      | 2 de junio de 2004      | Unión Socialdemócrata de Macedonia    | 2002                          | Gobierno de transición                             |                           |                                |
| 4   |                              | Hari Kostov        | 2 de junio de 2004      | 18 de noviembre de 2004 | Independiente                         | 2002                          | Kostov SDSM • DUI                                  |                           |                                |
| -   |                              | Radmila Šekerinska | 18 de noviembre de 2004 | 12 de diciembre de 2004 | Unión Socialdemócrata de Macedonia    | 2002                          | Gobierno de transición                             |                           | Ljupčo Jordanovski             |
| 5   |                              | Vlado Bučkovski    | 12 de diciembre de 2004 | 26 de agosto de 2006    | Unión Socialdemócrata de Macedonia    | 2002                          | Bučkovski SDSM • DUI                               |                           | Branko Crvenkovski (2004-2009) |
| 6   |                              | Nikola Gruevski    | 26 de agosto de 2006    | 26 de julio de 2008     | VMRO-DPMNE                            | 2006                          | Gruevski I VMRO-DPMNE • DPA                        |                           | Branko Crvenkovski (2004-2009) |
| 6   | 26 de julio de 2008          | Nikola Gruevski    | 28 de julio de 2011     | 2008                    | VMRO-DPMNE                            | Gruevski II VMRO-DPMNE • DUI  |                                                    |                           | Branko Crvenkovski (2004-2009) |
| 6   | 26 de julio de 2008          | Nikola Gruevski    | 28 de julio de 2011     | 2008                    | VMRO-DPMNE                            | Gruevski II VMRO-DPMNE • DUI  | Gjorge Ivanov (2009-2019)                          |                           |                                |
| 6   | 28 de julio de 2011          | Nikola Gruevski    | 19 de junio de 2014     | 2011                    | VMRO-DPMNE                            | Gruevski III VMRO-DPMNE • DUI |                                                    |                           |                                |
| 6   | 19 de junio de 2014          | Nikola Gruevski    | 18 de enero de 2016     | 2014                    | VMRO-DPMNE                            | Gruevski IV VMRO-DPMNE • DUI  |                                                    |                           |                                |
| -   |                              | Emil Dimitriev     | 18 de enero de 2016     | 2014                    | 31 de mayo de 2017                    | VMRO-DPMNE                    | Gobierno Tecnócrata VMRO-DPMNE • SDSM • DUI        |                           |                                |
| 7   |                              | Zoran Zaev         | 31 de mayo de 2017      | 3 de enero de 2020      | Unión Socialdemócrata de Macedonia    | 2016                          | Zaev I SDSM • DUI • Besa • AA                      |                           |                                |
| 8   |                              | Oliver Spasovski   | 3 de enero de 2020      | 31 de agosto de 2020    | Unión Socialdemócrata de Macedonia    | 2016                          | Gobierno Tecnócrata SDSM • VMRO-DPMNE • DUI        |                           | Stevo Pendarovski (2019-2024)  |
| (7) |                              | Zoran Zaev         | 31 de agosto de 2020    | 16 de enero de 2022     | Unión Socialdemócrata de Macedonia    | 2020                          | Zaev II SDSM • DUI • Besa • DOM • LDP • DS • DPA   |                           | Stevo Pendarovski (2019-2024)  |
| 9   |                              | Dimitar Kovacevski | 16 de enero de 2022     | 28 de enero de 2024     | Unión Socialdemócrata de Macedonia    | 2020                          | Kovačevski SDSM • DUI • AAA • DOM • LDP • DS • DPA |                           | Stevo Pendarovski (2019-2024)  |
| 10  |                              | Talat Xhaferi      | 28 de enero de 2024     | 23 de junio de 2024     | Unión Democrática para la Integración | 2020                          | Gobierno Tecnócrata SDSM • VMRO-DPMNE • DUI        |                           | Stevo Pendarovski (2019-2024)  |
| 11  |                              | Hristijan Mickoski | 23 de junio de 2024     | En el cargo             | VMRO-DPMNE                            | 2024                          | Mickoski VMRO-DPMNE • DD • AA • Besa • AAA • ZNAM  |                           | Gordana Silianovska-Davkova    |